# Сапи, Ева
Ева Сапи (Eva Sapi; род. 13 января 1963, Будапешт) — американский молекулярный биолог, исследовательница болезни Лайма.
Доктор философии (1995), профессор клеточной и молекулярной биологии и заведующая кафедрой биологии и науки об окружающей среде колледжа искусств и наук Университета Нью-Хейвена, а также директор университетской программы по болезни Лайма, университетский учёный-исследователь, работает в этом университете с 2001 года.
Сперва она занималась там исследованиями рака яичников, а до того тем же — в Йельском университете.
Летом 2002 года Ева Сапи заразилась болезнью Лайма. Несколько месяцев ей не могли поставить правильный диагноз (имея симптомы болезни она получала отрицательный результат анализа на болезнь Лайма). Ей понадобилось около двух лет, чтобы поправиться. Перенеся это заболевание она переключила на него свой исследовательский интерес. (Болезнь Лайма у неё сохранилась в хронической форме, однако ныне она в ремиссии.)
Преподаёт биологию и руководит исследованиями болезни Лайма. Её исследовательская группа стремится найти новые антибактериальные средства, эффективные для уничтожения всех форм бактерий боррелий, — возбудителей болезни Лайма. (Е. Сапи отмечала, что это является и её личной целью.) На 2015 год ими рассмотрено более ста антибактериальных агентов, среди которых к настоящему времени обещающие результаты показали стевия и пчелиный яд. Можно отметить, что их работа ведётся не на государственное финансирование, а в значительной степени благодаря частным пожертвованиям.
Сапи также сотрудничала с фармацевтической исследовательской компанией «Curza» (из штата Юта), проводя клинические испытания разработанного ими антибиотика.
Следует также отметить, что Е. Сапи неоднократно заявляла о том, что в её деятельности, связанной с болезнью Лайма, она (а также и другие ей подобные) сталкивается с определёнными препятствиями.
Поддержку Е. Сапи выражал один из ведущих мировых экспертов по вопросам диагностики и лечения болезни Лайма и связанных с нею заболеваний американский медик Дж. Бурраскано (Joseph Burrascano).
Сапи называют доказавшей, почему возбудитель болезни Лайма может оказываться столь устойчивым к антибактериальному лечению — показав его образование в биоплёнку in vitro. (Впервые опубликовала это в 2012 году.)
Устроительница национальных симпозиумов по болезни Лайма в Университете Нью-Хейвена в 2006—2011 годах.
Автор публикаций в PLoS ONE, International Journal of Medical Sciences, Microbiology (journal).
Выросла в Венгрии.
Окончила Будапештский университет со степенями магистра (1987) и доктора философии (Ph.D.) генетики и молекулярной биологии.
В США она первоначально приехала для постдокторской подготовки по молекулярной биологии в школе медицины Йельского университета.